# Louis Lane
Louis Gardner Lane (* 25. Dezember 1923 in Eagle Pass, Texas; † 15. Februar 2016 in Bratenahl, Ohio) war ein US-amerikanischer Dirigent. Er war jahrzehntelang engstens mit dem Cleveland Orchestra verbunden. Von 1975 bis 1977 war er Chefdirigent des Dallas Symphony Orchestra und 1984/85 des National Symphony Orchestra of the South African Broadcasting Corporation. 1988 wurde er mit dem Grammy Award ausgezeichnet.

## Leben
Lane erhielt seinen ersten Klavierunterricht mit fünf Jahren. Er studierte bis 1943 Komposition bei Kent Kennan an der University of Texas in Austin. Während des Zweiten Weltkriegs diente er für drei Jahre bei der Feldartillerie der United States Army. Es folgte bis 1947 ein Kompositions- und Dirigierstudium an der Eastman School of Music in Rochester, New York (bei Bernard Rogers). Außerdem besuchte er im Rahmen des Tanglewood Music Festival 1946 einen Sommerkurs beim tschechischen Komponisten Bohuslav Martinů am Berkshire Music Center und lernte bei der Opern-Dirigentin Sarah Caldwell (1950).
Nachdem er 1947 einen Wettbewerb für junge Dirigenten gewonnen hatte, ging er bei George Szell beim Cleveland Orchestra in die Lehre. Bis 1961 wirkte er auch als Pianist und Keyboarder des Orchesters. 1956 wurde er Assistenzdirigent und 1960 ständiger Dirigent. Zuletzt war er von 1970 bis 1973 Hausdirigent ebendort; er gastierte in der Sowjetunion und Australien. Weitere Gastdirigate führten ihn u. a. nach Europa Nord- und Südamerika. Ein Durchbruch war sein Debüt (mit Glenn Gould) beim Vancouver Festival 1960. Von 1959 bis 1983 war er Musikdirektor beim Akron Symphony Orchestra und von 1964 bis 1972 beim Lake Erie Opera Theatre. 1973 wurde er erster Gastdirigent beim Dallas Symphony Orchestra, von 1975 bis 1977 war er Chefdirigent. 1977 wechselte er als Co-Dirigent zum Atlanta Symphony Orchestra, wo er von 1983 bis 1988 erster Gastdirigent war. Während und nach der Apartheid folgten Gastdirigate bzw. eine kurzzeitige Verpflichtung als Chefdirigent (1984/85) beim National Symphony Orchestra of the South African Broadcasting Corporation.
Von 1969 bis 1973 war er Co-Leiter der Blossom Festival School an der Kent State University in Ohio. Ab 1969 unterrichtete er an der University of Akron in Ohio und von 1989 bis 1991 an der University of Texas. Von 1973 bis 1975 war er Gastprofessor an der University of Cincinnati in Ohio. Außerdem war er ab 1982 künstlerischer Berater und Dirigent am Cleveland Institute of Music in Ohio und von 1995 bis 1998 Orchesterstudienleiter am Oberlin Conservatory of Music in Ohio. 2001/02 war er Inhaber eines Stiftungslehrstuhls in Music Performance an der University of Alabama.
Mit dem Cleveland Orchestra spielte er zahlreiche Werke ein; nachdem er dreimal für den Grammy nominiert worden war, gewann er diesen 1988 in der Kategorie Best Orchestral Recording mit dem Atlanta Symphony Orchestra (Rorem: String Symphony; Sunday Morning; Eagles). Er widmete sich der zeitgenössischen US-amerikanischen Musik (u. a. Aaron Copland, Ned Rorem und David Diamond) und war an mehreren Uraufführungen beteiligt.

## Auszeichnungen
- 1971: Mahler-Medaille der amerikanischen Bruckner-Gesellschaft und Special Citation for Distinguished Service to the Arts, Cleveland Arts Prize[2]
- 1972: Ditson Conductor’s Award, Columbia University und Alumni Achievement Award, Eastman School of Music
- 1979: Chevalier des Arts et Lettres
- 1988: Grammy Awards
- 1995: Ehrendoktorwürde, Cleveland Institute of Music[4]
- 2008/09: Distinguished Service Award, Cleveland Orchestra